# Club Atlético Central Córdoba (Rosario)
El Club Atlético Central Córdoba es un club de fútbol argentino, fundado el 20 de octubre de 1906. Tiene su sede en la ciudad de Rosario perteneciente a la Provincia de Santa Fe. Cabe destacar como máximo éxito la Copa Beccar Varela de 1933, consagrándose como el primer campeón del interior del país de una copa nacional en la era profesional de AFA (1931-presente). A partir de agosto de 2013 juega en Primera C, cuarta división para los equipos directamente afiliados a la AFA. 
Su estadio lleva el nombre de Gabino Sosa y tiene una capacidad de 17.025 personas.

## Historia

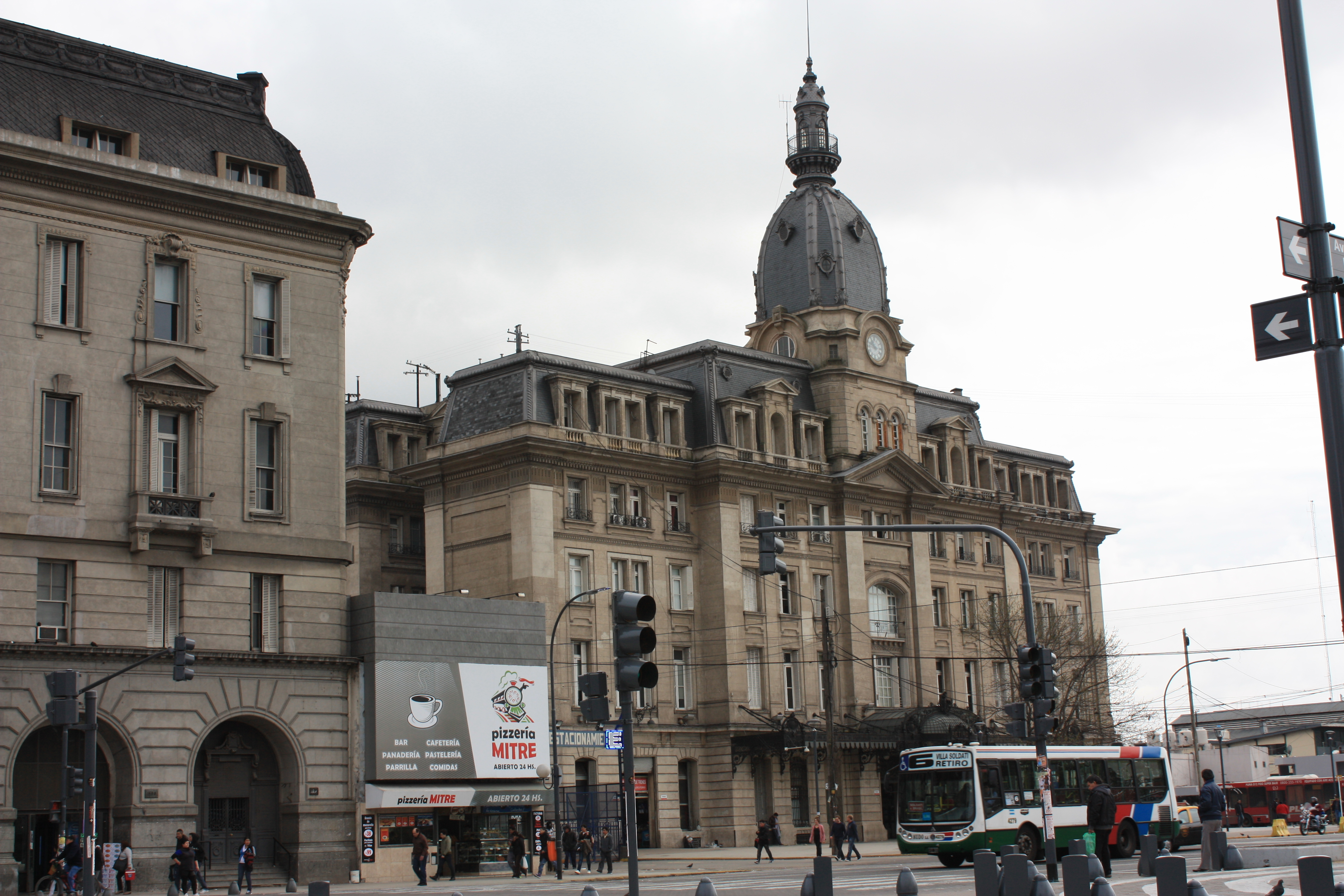
La estación Retiro formaba parte del Ferrocarril Central Córdoba, que sirvió de inspiración para crear el Club Atlético Central Córdoba.

El club fue fundado el 20 de octubre de 1906 por un grupo de trabajadores ferroviarios rosarinos que le pusieron el mismo nombre de la empresa en que trabajaban: The Cordoba and Rosario Rallway A.C. El 20 de abril de 1905, dos semanas después de la fundación de la Liga Rosarina de Fútbol (hoy Asociación Rosarina de Fútbol) solicita la afiliación comenzando a competir en la Copa Santiago Pinasco. 
El 15 de octubre de 1914 el club cambia su nombre, que los hinchas castellanizaron como Ferrocarril Córdoba y Rosario, por Club Atlético Ferrocarril Central Córdoba, más tarde Club Atlético Central Córdoba.
Con el fútbol rosarino ya profesional a partir de 1931, el club participó del Torneo Gobernador Luciano Molinas, siendo campeón del mismo en 1932 y 1936.
Su primera cancha se instaló en el cruce de las calles Boulevard Argentino (hoy Boulevard 27 de febrero) y 25 de Diciembre (hoy Juan Manuel de Rosas). Luego, la cancha se trasladó a la intersección de las calles Viamonte y Ocampo. Finalmente, se ubicó el estadio en Virasoro y Juan Manuel de Rosas, donde se encuentra actualmente.
Entre sus logros, cabe destacar como máximo éxito la Copa Beccar Varela de 1934, jugando la final con el mismísimo Racing Club de Avellaneda en el estadio de River Plate, partido que se suspendió por incidentes de los hinchas albicelestes cuando el partido se encontraba 2-2 y con un penal para el equipo rosarino.
Participaron en ese torneo equipos de Argentina y Uruguay (Nacional y Peñarol).
También jugó el Campeonato del Litoral de 1939, del cual participaron importantes clubes santafesinos, entrerrianos y rosarinos (excepto Rosario Central y Newells Old Boys, quienes habían ingresado al Campeonato de Primera División de AFA), torneo que ganó Central Córdoba 2-1 ante Unión de Santa Fe. 
Jugó en la máxima categoría por espacio de dos años en los años 1958 y 1959. Tuvo otras oportunidades de ascender, en 1974 y 1993, pero no pudo aprovechar la oportunidad como sí lo logró previamente, en el año 1957.

### Ascenso a Primera División (1957)
El 30 de noviembre de 1957 Central Córdoba consigue el título más importante de su historia: vence a Quilmes en el sur del conurbano bonaerense por 3 a 0, se consagra campeón de la Primera B y asciende a la Primera División del fútbol argentino. Central Córdoba ese día formó con: Alfonso Palmintieri; Dante Álvarez y Rodolfo Rivoiro; Rodolfo Valenti, Eduardo Villagra y Mario Szubert; Ricardo Ráccaro, Indalecio López, Francisco Cecchini y Antonio Delogú. DT: Félix Ibarra / Luis Indaco.
| 30 de noviembre de 1957 | Quilmes | 0:3 (0:1) | Central Córdoba                                | Estadio de Guido y Sarmiento, Quilmes |  |
|                         |         |           | Antonio Delogú 18' · Federico Cecchini 64' 77' |                                       |  |

### Central Córdoba en Primera División
El Campeonato de Primera División de 1958 fue el vigésimo octavo torneo de la Primera División argentina de fútbol y el primero para Central Córdoba en primera. Jugó 30 partidos, ganando 12, empatando 3 y perdiendo 15. Su debut fue el 23 de marzo de 1958 ante Atlanta de visitante, perdiendo 2-1. Su primer triunfo en la máxima categoría se dio el 6 de julio, en Rosario por 3 a 2, ni más ni menos que ante Boca Juniors. También lograría vencer a otro grande, al Racing Club el 22 de noviembre, por 1 a 0. Además, logró abultadas goleadas en Rosario ante Vélez Sarsfield por 5 a 2, Estudiantes de La Plata por 6 a 1, y Lanús por 7 a 3. Su último partido del primer año en Primera fue el 26 de diciembre de 1958, ganándole a Newell´s de visitante por 3 a 1.
En el Campeonato de Primera División de 1959 jugó 30 partidos, ganando 7, empatando 7 y perdiendo 16. Debutó el 3 de mayo de 1959 ante Boca y su último partido fue el 22 de noviembre de 1959 ganándole a Rosario Central 1 a 0 de visitante. A pesar de la floja campaña, se destaca el triunfo sobre River Plate en Rosario por 1 a 0. Descendió a la Primera B tras un desempate sui generis con Gimnasia y Esgrima La Plata, con el que habían igualado el último puesto de la tabla de promedios.

### Nuevo descenso (1967)
En el torneo de Primera B de 1967, al salir décimo en el Grupo B tuvo que jugar el Torneo Reclasificatorio en el que salió séptimo con 17 puntos pero no le alcanzó para evitar el descenso a la Primera C luego de siete años en la Segunda División.

### Vuelta a la Primera B en 1973
El sábado 8 de diciembre Central Córdoba logra su segundo campeonato en la Primera C, título que se había asegurado dos fechas antes de la finalización frente a Justo José de Urquiza. En la última fecha dio su única vuelta en el Gabino Sosa con una victoria frente a Argentino de Quilmes por 2 a 1. Central Córdoba formó a: Di Benedetto; Severini, May, Alcorcel y Piombino; Mainonis, Pappalardo y Cassinerio (Rivero); Sullivan, Fachetti y Ampoli. DT: César Castagno.
| 8 de diciembre de 1973 | Central Córdoba  | 2:1 (0:1) | Argentino de Quilmes | Gabino Sosa, Rosario |  |
|                        | Mainonis 73' 85' |           | Armani 44'           |                      |  |

En 1977, una vez más desciende a la Primera C, tras tener otra mala campaña en la segunda división del fútbol argentino.

### Torneo Octogonal de Primera C de 1982
El sábado 18 de diciembre, el Charrúa vuelve a la Primera B después de obtener el segundo ascenso mediante este Octogonal. Ese día, derrotó en la final a Almagro por 4-0 en el estadio de Newell’s, donde hizo como local, y 3-2 en José Ingenieros.
Central Córdoba formó a: Quinto Pagés; Alfredo Murillo, Ariel Murillo, Eduardo García y Ovando; Héctor Gómez, Juan Díaz y Carlovich; Guerrero (Núñez), Lebioso (Forgués) y Castagnani Eduardo. DT: Ricardo Palma.
| 18 de diciembre de 1982 | Almagro                  | 2:3 (0:0) | Central Córdoba                              | Tres de Febrero, José Ingenieros |  |
|                         | Valdez 73' · Cardozo 75' |           | Lebioso 46' · Eduardo García 78' (p) 89' (p) |                                  |  |

Sin embargo, tras otra mala campaña, luego de participar en la Primera B de 1983, desciende nuevamente a la Primera C.

### Ascenso a la Primera B Metropolitana en la temporada 1987/88
El sábado 30 de abril de 1988 y después de muchas frustraciones deja la divisional “C” con una campaña magnífica, goleando en la última fecha a Liniers en cancha de Deportivo Laferrere por 5 a 1 y logrando el ansiado ascenso. Central Córdoba formó a: Ciancaglini; Villagra, Longo (Fabián Rodríguez), D’Angelo y Ricchi; Favio Gómez (Miguel Ángel Ibáñez), Radice y Forgués; José Luis Orellano, Domizi y Daniel Omar Núñez. DT: Horacio Harguindeguy.
| 30 de abril de 1988 | Liniers     | 1:5 (0:0) | Central Córdoba                                                                           | Ciudad de Laferrere, Laferrere |  |
|                     | Nicasio 90' |           | Daniel Omar Núñez 53' · José Luis Orellano 68' · Domizi 71' 89' · Miguel Ángel Ibáñez 73' |                                |  |

### Ascenso al Nacional “B” 1990/91
El sábado 13 de abril de 1991 pegó un salto definitivo al Nacional “B”. Esa tarde goleó a Chacarita en San Martín por 4-1 y se coronó campeón luego de una temporada muy luchada. Central Córdoba formó a: Bernardi; Canelo, Migliasso, Omar Montero y Juan Solari; Miguel Ángel Ibáñez, Radice, Trebino (José Luis Orellano) y Edgardo Malvestiti; Giacomino (Rubén Morelli) y Daniel Omar Núñez. DT: Carlos Ramaciotti.
| 13 de abril de 1991 | Chacarita | 1:4 (0:0) | Central Córdoba                                                   | Estadio de Chacarita Juniors, San Martín |  |
|                     | Lugo 90'  |           | Daniel Omar Núñez 50' (p) 83' · Giacomino 65' · Rubén Morelli 85' |                                          |  |

### Nacional B 1992/93: Cerca de ascender a primera
En el Torneo Nacional B 1992/93, Central Córdoba realizó una gran campaña saliendo quinto con 46 puntos, clasificando al reducido por el segundo ascenso, en el cual llegó a la final. En esa instancia fue derrotado Gimnasia y Tiro, que lo venció 2-0 en Rosario y 3-2 en Salta, luego de haber jugado y eliminado en cuartos de final a Arsenal empatando en uno en Sarandi y ganando 2-0 de local. Tuvo que enfrentar en semifinales al subcampeón del torneo, Colón, perdiendo de local ante los Sabaleros por 2-1 y ganando increíblemente 3-0 en Santa Fe.

### Nacional B 1995/96: Casi campeón del Clausura
En el Torneo Nacional B 1995/96, Central Córdoba peleó el Torneo Clausura con Talleres de Córdoba recién descendido de Primera División, perdiendo el campeonato en la anteúltima fecha luego de empatar 0-0 con Arsenal en Rosario. Central Córdoba terminó el torneo segundo con 39 punto, a tres del campeón Talleres, sin poder clasificar al reducido por el segundo ascenso por cinco puntos.

### Descenso a la Primera B Metropolitana en la temporada 2001/02
Luego de once temporadas en la Primera B Nacional, Central Córdoba descendió a la Primera B Metropolitana por un punto, sin poder forzar un desempate con Platense, que logró salvarse al empatar 2-2 en la última fecha, condenando al Charrúa al descenso a pesar de haberle ganado 3-1 a Los Andes.

### Gerenciamiento, crisis institucional y descenso como desencadenante
Luego de haber sido animador en gran cantidad de ocasiones de la tercera categoría del fútbol argentino, llegando a la final del Torneo Reducido por el ascenso contra All Boys (empataron 2 - 2 en el resultado global, pero la el conjunto de Floresta porque tenía ventaja deportiva, y fue el que accedió a jugar la Promoción), Central Córdoba culminó una campaña mediocre en el año 2007 finalizando en mitad de tabla. Entonces la dirigencia Charrúa pretende encarar un proceso de renovación con el desembarco del polémico y controvertido periodista Cecilio Flematti a la institución. Vientos de cambio soplaban en Tablada, con la llegada de jugadores como Juan Pablo Raponi, Mariano González, Franco Basso, Julián Maidana, Javier Cappelletti, Luciano Palos y otros tantos, llegando a conformar un plantel de aproximadamente 30 profesionales.
Además, el nuevo gerente acercó a Ibutenk como patrocinador principal y se comenzó a gestar la idea de la realización de un reality titulado "CC, Causa Ciudadana", como se realizó con Atlas, que comenzaría a emitirse a partir de la segunda fecha. Finalmente, todo quedó en la nada y el programa jamás salió al aire. El entrenador que había sido seleccionado para comandar la nueva etapa, Silvio Carrario, no había comenzado de la mejor manera y dirigió hasta la fecha 15, dejando su puesto a Hilario Bravi, a quien no le iría mucho mejor. Culmina también el ciclo de Bravi y es sucedido por Oscar Santángelo. Entre los 3 entrenadores, solo se ganaron 6 partidos en toda la temporada y Central Córdoba termina último. Esta fue la antesala al descenso, ya que al comenzar la temporada 2009/10, el Charrúa comienza a naufragar.
Para seguir empeorando todo, se adelantaron las elecciones, y Lancelotti finalmente no se presentó a la elección, por lo que Santiago Pezza, al ser el síndico, quedó interinamente a cargo del Club. Era período de receso y retomando una vieja lista de contactos, se repatría a Germán Real, Pablo Bezombe y Raúl González, entre los refuerzos más resonantes. Santángelo no obtiene muchos logros, por lo que se recurrió a la ayuda de un ídolo como Tomas Felipe Carlovich, quien sorprendentemente enciende una luz de esperanza al ganarle por 1 a 0 a Deportivo Morón en el Gabino Sosa. Previo al choque con San Telmo, rival directo por el descenso, logra una racha de tres victorias seguidas y queda a dos puntos en el promedio del rival antes mencionado. Se comenzaba a creer en la nueva hazaña de Carlovich, porque incluso ese partido el equipo rosarino comenzó ganando, pero toda ilusión es echada por el suelo con el empate del Candombero. Sobre el final del ciclo Carlovich, lo bueno que se había realizado comenzó a desdibujarse y también dejó su cargo. Entonces el salvador parece ser Omar Santorelli, quien venía de mantener la categoría con San Miguel, pero con este DT el equipo solo ganó un partido en todo el campeonato (3 a 0 en el Estadio Gabino Sosa, en una lluviosa noche, con un triplete de Germán Real) y Central Córdoba quedó condenado al descenso varias fechas antes de que culmine el torneo.

### Primera C 2010/11: Derrota en la Promoción
Luego del descenso, bajo la conducción técnica de Marcelo Vivas, comenzó el sueño de la vuelta a la Primera B Metropolitana
pero solamente logró salir 4.º con 64 puntos y entrar al reducido. A pesar de ello, el conjunto dirigido por Vivas ganó el reducido, luego de vencer en la final a Argentino de Merlo, ganándole en el Gabino Sosa 2 a 0 y empatando 0 a 0 de visitante. Esto le dio la posibilidad de ascender por medio de una Promoción contra Los Andes. En el primer partido, jugado en el Estadio Marcelo Bielsa, ganó el visitante 1 a 0, mientras que en el partido de vuelta perdió otra vez por 1 a 0 teniendo que jugar otra temporada en la Primera C.

### Ascenso a la Primera B Metropolitana en 2011/12
Luego de la derrota en la Promoción, bajo la conducción técnica de Omar Palma, Comenzó otra vez el sueño de la vuelta a la Primera B Metropolitana pero solamente logró salir 6.º con 57 puntos y entrar nuevamente al Reducido, luego de empezar la segunda rueda con Marcelo Vaquero como nuevo entrenador, con el cual ganó el reducido luego de jugar la final contra Ferrocarril Midland, ganándole al Funebrero en Libertad 2 a 1 y empatando 0 a 0 en el Gabino Sosa.
Esto le dio la posibilidad de jugar nuevamente una Promoción, esta vez contra Sportivo Italiano. En el primer partido jugado en el estadio Gabino Sosa, empató 1 a 1, pero en el partido de vuelta ganó 2 a 0 y logró retornar a la Primera B Metropolitana luego de dos temporadas en la Primera C.
Este partido fue disputado el sábado 30 de junio de 2012. Central Córdoba formó a: Juan Cruz Leguizamón; Lucas Lazo, Paulo Killer, Luciano Castro (Emiliano Yocco 16 min) y Nahuel Rodríguez; Nicolás De Bruno, Pedro Cerutti, Facundo Fabello, y Diego Villagra; Martín Salinas (Juan Carlos Lescano 66 min) y Marcos Figueroa. DT: Marcelo Vaquero.
| 30 de julio de 2012 | Sportivo Italiano | 0:2 (0:0) | Central Córdoba                               | Estadio República de Italia, Ezeiza |                           |
|                     |                   |           | Marcos Figueroa 58' · Juan Carlos Lescano 89' | Árbitro(s): José Carreras           | Árbitro(s): José Carreras |

### Copa Argentina 2012/13
Después de vencer a Sportivo Rivadavia de Venado Tuerto, el Charrúa finalmente se clasificó para los treintaidosavos de final de la Copa Argentina 2012/2013 donde sorpresivamente le tocó jugar con Rosario Central. A pesar de la cercanía de ambos equipos, el partido fue disputado en la ciudad de Resistencia. Días antes del partido, los dos equipos anunciaron que se presentarían a jugar la Copa con planteles alternativos. Finalmente el partido se jugó el miércoles 20 de febrero de 2013. Para sorpresa de la mayoría debido a la diferencia de categoría, Central Córdoba venció 2 a 1 a Rosario Central y se clasificó a los 16avos de final, donde fue eliminado por All Boys.
| 20 de febrero de 2013 | Rosario Central       | 1:2 (0:0) | Central Córdoba                              | Estadio Centenario, Resistencia |                              |
|                       | Fernando Coniglio 60' |           | Juan Carlos Lescano 46' · Martín Salinas 85' | Árbitro(s): Nicolás Lamolina    | Árbitro(s): Nicolás Lamolina |

### Copa Argentina 2022
| 2 de marzo de 2022 | Boca Juniors                                                               | 4:1 (1:1) | Central Córdoba    | Estadio Mario Alberto Kempes, Córdoba |                          |
|                    | Nicolás Orsini 13' 66' · Luis Vázquez 79' · Exequiel Zeballos 90+4' (pen.) |           | Guido Di Vanni 26' | Árbitro(s): Jorge Baliño              | Árbitro(s): Jorge Baliño |

### Copa Argentina 2025
El "Charrúa" clasificó a la copa argentina 2025 el año pasado por ganarle a Victoriano Arenas 2-1 en el Gabino Sosa en el cual se enfrentaría a Sarmiento y le ganaría 1-0 con un gol de Facundo Marín en el minuto 33 del primer tiempo y clasificó a 16avos de final contra Gimnasia y Esgrima de La Plata, donde lo venció por penales 5-4, tras empatar 1-1 en el tiempo regular, luego enfrentó en la siguiente ronda a Independiente Rivadavia de Mendoza, donde cayó 2-1, quedando eliminado del certamen.
| 9 de abril de 2025 | Sarmiento (J) | 0:1 (0:1) | Central Córdoba   | Estadio Ciudad de Caseros, Caseros |                           |
|                    |               |           | Facundo Marín 31' | Árbitro(s): Bruno Amiconi          | Árbitro(s): Bruno Amiconi |

| 11 de mayo de 2025 | Central Córdoba                                                                                       | 1:1 (0:0) (5:4 p.)         | Gimnasia y Esgrima (LP)                                                                                | Estadio Único de San Nicolás, San Nicolás |                              |
|                    | Facundo Marín 90'                                                                                     |                            | Bautista Merlini 70'                                                                                   | Árbitro(s): Luis Lobo Medina              | Árbitro(s): Luis Lobo Medina |
|                    | | Tiros desde el punto penal | |                                           |                              |
|                    | Paulo Andrés Killer · Simón Sierra · Tomás Ramírez · Facundo Marín · Guido Di Vanni · Pablo Vranjicán |                            | Rodrigo Castillo · Gastón Suso · Ivo Mammini · Facundo Di Biasi · Leandro Mamut · Alejandro Piedrahíta |                                           |                              |

| 30 de julio de 2025 | Independiente Rivadavia                     | 2:1 (1:1) | Central Córdoba   | Estadio Juan Gilberto Funes, San Luis |                              |
|                     | Iván Villalba 44' · Mauricio Cardillo 90+9' |           | Facundo Marín 29' | Árbitro(s): Pablo Echavarría          | Árbitro(s): Pablo Echavarría |

## El apodo «Charrúa»
La denominación de «Charrúa» proviene del periodista Alejandro Berrutti, quien en el diario satírico que él dirigía, llamado La Nota, y con motivo de una polémica con Claro Arturo Charra, representante del club en la Liga Rosarina, convirtió, de modo irónico, a Charra en Charrúa, expresión que quedó como apodo del club y sus representantes.

## Estadio

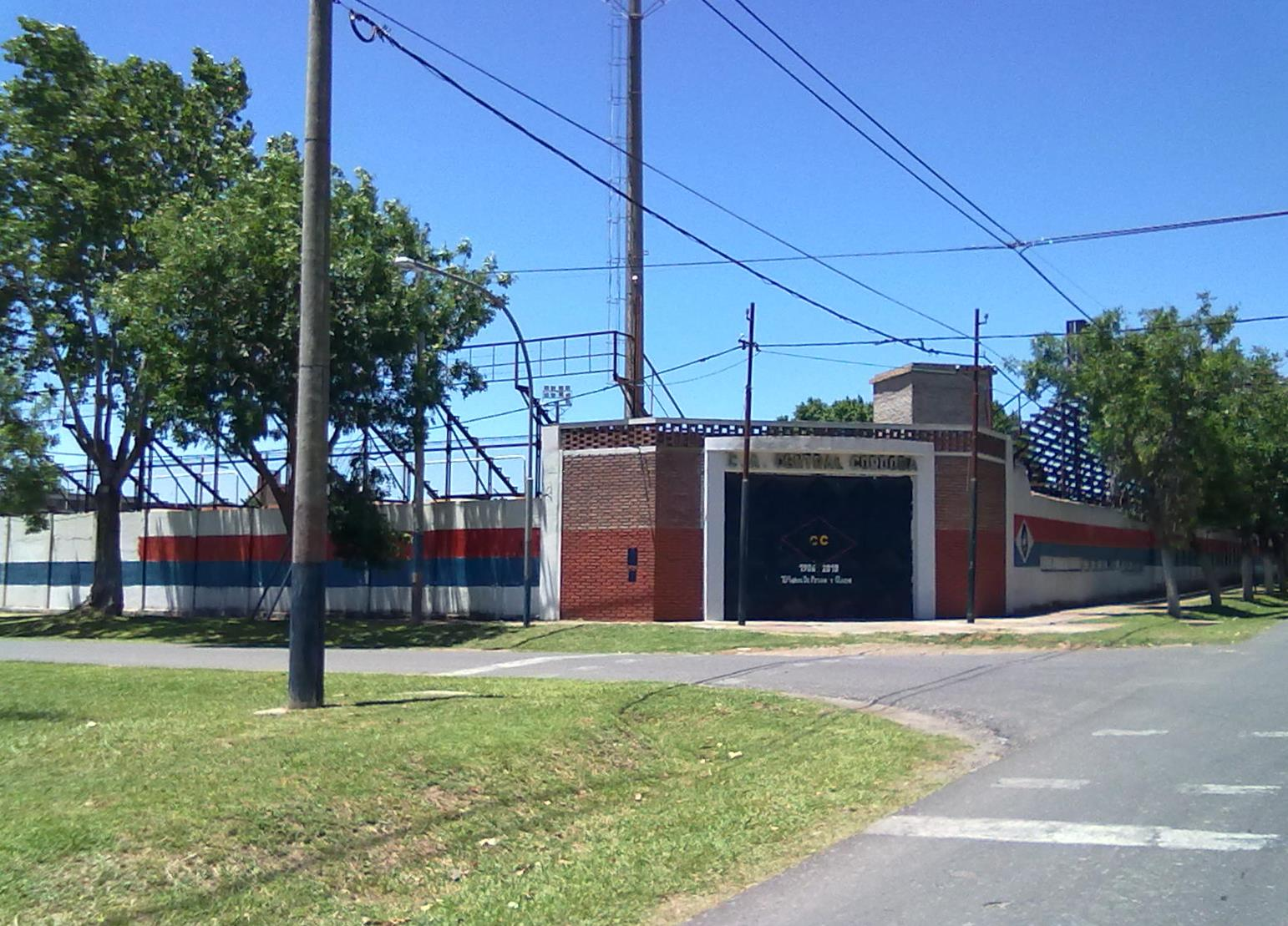
Estadio Gabino Silva.

### Historia
Una vez tomada la decisión de fundar el club y de afiliarse a la Liga Rosarina de Fútbol, nace la necesidad de poseer una cancha. La misma se instala, en un principio, en la intersección de las calles Bulevar Argentino y 25 de Diciembre (hoy Juan Manuel de Rosas), en los terrenos que ocupan Pedro Alles y Juan Ventura, la esquina donde estaba el legendario café de Díaz.
Hoy el estadio se encuentra en la manzana delimitada por las calles Juan Manuel de Rosas, 1.º de Mayo, Gálvez y Virasoro.
Vale recordar que el estadio jamás en la historia cambió de lugar, siempre estuvo ubicado en la misma manzana, pero al día de hoy cambió de sentido, porque en sus principios estaban los arcos ubicados en sentido sur - norte y en la actualidad se encuentran de este a oeste. Históricamente, la sección más antigua (y la original) es la que hoy se ubica sobre calle Gálvez y calle Juan Manuel de Rosas, ubicándose allí lo que aún caracteriza hasta nuestros días, los tablones. La hinchada local se ubicaba en la parte norte del estadio, mientras que cuando había sección visitante utilizaba la parte oeste.

### El Nombre
Históricamente, el estadio no poseía nombre, pero desde el 7 de noviembre de 1969, se lo denomina Estadio Gabino Sosa, en homenaje a un exjugador de la institución que vistió durante 24 años la camiseta de Central Córdoba y que llegó a integrar la Selección Argentina. En la ceremonia del bautismo de su nuevo nombre al estadio, el asistente de lujo de esa ocasión fue el mismo Gabino Sosa, teniendo de este modo un homenaje en vida, ya que 2 años más tarde fallecería, enlutando a toda la ciudad de Rosario.

## Rivalidades
La rivalidad más importante del club es Argentino de Rosario. Este clásico tiene la principal característica de ser un duelo de zonas. Argentino, representante de la Zona Norte de Rosario y Central Córdoba a su vez siendo el representante de la Zona Sur.
El primer clásico con Argentino por torneos de AFA se jugó el 22 de julio de 1944, en un partido correspondiente a la fecha 16 del Torneo de Segunda División, que el Charrúa disputó en condición de visitante y finalizó 0-0.  La revancha como fue disputada el 7 de diciembre de ese mismo año como local y el resultado fue una derrota contundente 3-0, en favor de su rival.
Otras rivales: Tiro Federal Argentino, la cual se fue diluyendo con el tiempo debido a las diferencias de categoría.

## Uniforme
- Uniforme titular: camiseta azul con vivos rojos, pantalón azul y medias blancas.
- Uniforme alternativo: camiseta blanca con vivos azulgranas, pantalón azul y medias blancas.

En su primer partido oficial, que fue en la Copa Pinasco de 1905, Ferrocarril Córdoba y Rosario utilizó una casaca íntegramente blanca.
Según Cipriano Roldán, escritor del libro Anales del Fútbol Rosarino, el club utilizó en sus primeros años una vestimenta color borravino que no se sabe si efectivamente fue utilizada. Lo que sí puede ser cierto es la teoría del periodista Juan Pascal, según el cual luego de la camiseta blanca, se adoptó una casaca de fondo color rojo punzo con rayas verticales azules y amarillas.
Los colores actuales fueron elegidos tras una asamblea realizada el 15 de octubre de 1914. En un principio algunos socios pusieron en duda el uso de estos colores pero, finalmente, en una nueva asamblea celebrada el 5 de febrero de 1915, se reaprobó la elección de la nueva indumentaria, que se convirtió en un símbolo de la entidad de Barrio Tablada.
Titular
| Titular 1906-1911 | 1911-1914 | 1914-presente | 2000-2001 | 2009-2010 | 2011-2012 |

Alternativo
| Alternativa 1911-presente Tercera 2009-2011 | Alternativa 2001 | Alternativa 2009-2011 |

### Patrocinadores e indumentaria
| Período       | Proveedor   |
| ------------- | ----------- |
| 1980          | Sport 78    |
| 1981-1982     | Team        |
| 1983          | Adidas      |
| 1984          | Cianciardo  |
| 1985          | Nanque      |
| 1986-1988     | Cianciardo  |
| 1988-1990     | Uhlsport    |
| 1990-1991     | Cianciardo  |
| 1991-1995     | Olan        |
| 1995-1997     | Reusch      |
| 1997-2000     | Penalty     |
| 2000-2001     | Mebal       |
| 2001-2002     | Adhoc       |
| 2002-2003     | NR Nara     |
| 2004-2006     | Nanque      |
| 2007-2010     | Sport 2000  |
| 2011-2014     | Sport 78    |
| 2014          | AB Sports   |
| 2014-2017     | Sport 78    |
| 2018-2024     | Sonder      |
| 2025-presente | Fiume Sport |

| Período       | Patrocinador                           |
| ------------- | -------------------------------------- |
| 1980          | Sport 78                               |
| 1981          | Team                                   |
| 1982-1983     | Paladini                               |
| 1984          | Cianciardo                             |
| 1985          | La Montevideana                        |
| 1986-1988     | Zanella                                |
| 1988-1990     | La Montevideana Repuestos Troyano      |
| 1990-1991     | Gafa La Montevideana Repuestos Troyano |
| 1991-1993     | Gafa La Montevideana                   |
| 1993-1994     | Gafa Yerba Mate La Hoja                |
| 1994-1997     | General Paz Seguros                    |
| 1997-1999     | Mondial                                |
| 1999-2000     | Multicanal                             |
| 2000-2008     | Miga Miga                              |
| 2008-2009     | Ibutenk                                |
| 2009-2010     | Miga Miga                              |
| 2011-2013     | Tierra de Sueños                       |
| 2013          | Fuerza Rosario                         |
| 2014          | El Trabajo no es Cosa de Chicos        |
| 2014          | Andar                                  |
| 2015-2016     | Andar Miga Miga                        |
| 2016-2018     | Andar                                  |
| 2018-2021     | Creta                                  |
| 2021          | Creta Illinois                         |
| 2022-2024     | City Center                            |
| 2025-presente | FMS Fundición Italmédica               |

## Datos del club
- Temporadas en Primera División: 2 (1958-1959)
- Temporadas en Primera B Nacional: 11 (1991/92-2001/02)
- Temporadas en Primera B: 37 (1943-1949, 1953-1957, 1960-1967, 1974-1977, 1983, 1988/89-1990/91, 2002/03-2009/10 y 2012/13)
- Temporadas en Primera C: 35 (1950-1952, 1968-1973, 1978-1982, 1984-1987/88, 2010/11-2011/12 y 2013/14-presente)
- Temporadas en Primera D: 0

##### Total
- Temporadas en Primera división: 2
- Temporadas en Segunda división: 36
- Temporadas en Tercera división: 29
- Temporadas en Cuarta división: 17

### Goleadas

#### A favor
- En Primera A: 6-1 a Estudiantes (La Plata) en 1958
- En Nacional B: 6-4 a Godoy Cruz en 2001
- En Primera B: 8-1 a Estudiantes BA en 1949
- En Primera C: 9-0 a Central Argentino en 1950

#### En contra
- En Primera A: 0-5 vs Estudiantes (La Plata) en 1958, Huracán en 1958
- En Nacional B: 0-6 vs Quilmes en 1997, Gimnasia y Tiro (Salta) en 1997
- En Primera B: 0-6 vs El Porvenir en 1955, San Miguel en 1989
- En Primera C: 1-9 vs Comunicaciones en 1969

### Jugadores notables
- Vicente de la Mata (1936) jugó en el Club Atlético Independiente.
- Federico Monestés (1939) jugó en Boca Juniors, Racing y Universidad Católica.
- Tomás Carlovich (1971-1974, 1976, 1982, 1983-1986)
- Horacio Ameli (1991-1994) jugó en River y San Lorenzo.
- Sergio Omar Almirón (1992-1994) jugó en Newell's Old Boys.
- Silvio Carrario (1993-1994) jugó en Boca Juniors y Racing.
- Danilo Gerlo (2000-2002) jugó en River.
- Fabián Cancelarich (2000-2004) jugó en Ferrocarril Oeste.
- Santiago Raymonda (2001-2002) jugó en Instituto, Banfield y Arsenal.
- Guillermo Farré (2001-2007) jugó en Belgrano de Córdoba.
- Leandro Armani (2002-2004, 2012-2014).
- Marcos Daniel Figueroa (2011–2012) jugó en Rosario Central.
- César Delgado  (2017-2019) jugó en Rosario Central.

## Palmarés

### Copas nacionales oficiales
- Copa Beccar Varela (1): 1933
- Subcampeón de la Copa Dr. Carlos Ibarguren (1): 1939

### Torneos nacionales oficiales
- Primera B (1): 1957
- Primera B Metropolitana (1): 1990/91
- Primera C (3): 1952, 1973 y 1987/88

### Otros ascensos
- Ascenso a Primera B por Torneo Reducido (2): 1982, 2011-12

### Torneos regionales oficiales
- Trofeo Gobernador de la Provincia (2): 1932,[12] 1936[13]
- Campeonato del Litoral (1): 1939[14]
- Subcampeón de la Copa Santa Fe (1):  2019

### Torneos locales oficiales
- Torneo Gobernador Luciano Molinas (9): 1932, 1936,[15] 1939,[16] 1947, 1954, 1955, 1957, 1967, 1989 y 2019.
- Torneo Eliminatorio de la Asociación Rosarina de Fútbol (1): 1931[17]
- Torneo Preparación de la Asociación Rosarina de Fútbol (1): 1934
- Campeonato del Litoral 1939 (1): 1939
- Torneo Hermenegildo Ivancich (4): 1941, 1942, 2007, 2009 y 2018.
- Copa Santiago Pinasco (Segunda división) (3): 1923, 1927 y 1928.

### Torneos nacionales amistosos
- Copa José María Aragón (1918)
- Copa Nardi (1920)
- Copa José Kurtzemann (1925)
- Copa Ceresetto Hnos. (1929)
- Copa Cervecería Sclhau (1929)
- Copa Intendente T. Arribillaga (1933)
- Copa Gobernador Provincia Santa Fe (1933) y (1937)
- Copa Trini Hnos. (1936)
- Copa Amistad (1938)
- Triang. Humberto Semino (1959)
- Copa CGT Delegación Rosario (1974)
- Copa Fútbol Ascenso Multicanal (2000)
- Copa 150° Ciudad de Rosario (2002)
- Copa Gobierno de San Luis (2007)
- Copa Ibutenk (2008)

### Torneos internacionales amistosos
- Copa Intendente Municipal de Asunción (1942)
- Copa Presidencia de la República del Paraguay (1942)

### Temporadas
| Campeonato de 1958 | 11° | 30 | 12 | 3  | 15 | 57 | 65  |
| Campeonato de 1959 | 16° | 30 | 7  | 7  | 16 | 32 | 66  |
| Total              | -   | 60 | 19 | 10 | 31 | 89 | 131 |

| Segunda División 1943      | 9.°        | 34  | 14  | 6  | 14 | 55  | 59  |
| Segunda División 1944      | 9.°        | 40  | 15  | 11 | 14 | 83  | 70  |
| Segunda División 1945      | 8.°        | 40  | 16  | 11 | 13 | 84  | 75  |
| Segunda División 1946      | 10.°       | 40  | 15  | 9  | 16 | 88  | 100 |
| Segunda División 1947      | 5.°        | 38  | 17  | 9  | 12 | 75  | 65  |
| Segunda División 1948      | Suspendido | 27  | 12  | 4  | 11 | 54  | 35  |
| Primera División B 1949    | 7.°        | 40  | 17  | 9  | 14 | 86  | 77  |
| Primera División B 1953    | 15.º       | 34  | 8   | 10 | 16 | 45  | 66  |
| Primera División B 1954    | 11.º       | 34  | 15  | 4  | 15 | 73  | 61  |
| Primera División B 1955    | -°         | -   | -   | -  | -  | -   | -   |
| Primera División B 1956    | -°         | -   | -   | -  | -  | -   | -   |
| Primera División B 1957    | -°         | -   | -   | -  | -  | -   | -   |
| Primera División B 1960    | -°         | -   | -   | -  | -  | -   | -   |
| Primera División B 1961    | -°         | -   | -   | -  | -  | -   | -   |
| Primera División B 1962    | -°         | -   | -   | -  | -  | -   | -   |
| Primera División B 1963    | -°         | -   | -   | -  | -  | -   | -   |
| Primera División B 1964    | -°         | -   | -   | -  | -  | -   | -   |
| Primera División B 1965    | -°         | -   | -   | -  | -  | -   | -   |
| Primera División B 1966    | -°         | -   | -   | -  | -  | -   | -   |
| Primera División B 1967    | -°         | -   | -   | -  | -  | -   | -   |
| Primera División B 1974    | -°         | -   | -   | -  | -  | -   | -   |
| Primera División B 1975    | -°         | -   | -   | -  | -  | -   | -   |
| Primera División B 1976    | -°         | -   | -   | -  | -  | -   | -   |
| Primera División B 1977    | -°         | -   | -   | -  | -  | -   | -   |
| Primera División B 1984    | -°         | -   | -   | -  | -  | -   | -   |
| Nacional B 1991-92         | -°         | -   | -   | -  | -  | -   | -   |
| Nacional B 1992-93         | -°         | -   | -   | -  | -  | -   | -   |
| Nacional B 1993-94         | -°         | -   | -   | -  | -  | -   | -   |
| Nacional B 1994-95         | -°         | -   | -   | -  | -  | -   | -   |
| Nacional B 1995-96         | -°         | -   | -   | -  | -  | -   | -   |
| Primera B Nacional 1996-97 | -°         | 43  | 14  | 13 | 16 | 56  | 68  |
| Primera B Nacional 1997-98 | -°         | 44  | 19  | 7  | 18 | 50  | 46  |
| Primera B Nacional 1998-99 | -°         | 34  | 10  | 14 | 10 | 45  | 47  |
| Primera B Nacional 1999-00 | -°         | 34  | 9   | 11 | 14 | 36  | 53  |
| Primera B Nacional 2000-01 | -°         | 28  | 9   | 7  | 12 | 27  | 31  |
| Primera B Nacional 2001-02 | -°         | 38  | 16  | 9  | 13 | 66  | 62  |
| Total                      | 27º        | 259 | 106 | 59 | 94 | 525 | 481 |

| 1943-2013 | 0° | - | - | - | - | - | - |
| Total     | -  | - | - | - | - | - | - |

| 1950-2025 | 0°       | -   | -   | -   | -   | -   | -   |
| Total     | 1 Título | 615 | 226 | 221 | 168 | 707 | 580 |

| Copa Nicasio Vila 1913 | 5°        | 12  | 4   | 1  | 7   | 13  | 40  |
| Copa Nicasio Vila 1914 | 4°        | 20  | 10  | 2  | 8   | 35  | 20  |
| Copa Nicasio Vila 1915 | 5°        | 20  | 11  | 2  | 7   | 34  | 25  |
| Copa Nicasio Vila 1916 | 4°        | 18  | 11  | 2  | 5   | 51  | 26  |
| Copa Nicasio Vila 1917 | 3°        | 18  | 10  | 5  | 3   | 26  | 19  |
| Copa Nicasio Vila 1918 | 5°        | 18  | 11  | 2  | 5   | 35  | 23  |
| Copa Nicasio Vila 1919 | 5°        | 18  | 11  | 1  | 6   | 45  | 19  |
| Copa Nicasio Vila 1920 | 4°        | 18  | 8   | 2  | 8   | 30  | 33  |
| Copa Nicasio Vila 1921 | 3°        | 23  | 15  | 3  | 5   | 41  | 15  |
| Copa Nicasio Vila 1922 | 5°        | 15  | 10  | 1  | 4   | 40  | 18  |
| Copa Nicasio Vila 1923 | 5°        | 28  | 16  | 4  | 8   | 53  | 33  |
| Copa Nicasio Vila 1924 | 4°        | 14  | 7   | 5  | 2   | 28  | 18  |
| Copa Nicasio Vila 1925 | 9°        | 28  | 10  | 6  | 12  | 54  | 54  |
| Copa Nicasio Vila 1926 | 7°        | 28  | 14  | 3  | 11  | 56  | 52  |
| Copa Nicasio Vila 1927 | 4°        | 16  | 9   | 3  | 4   | 25  | 19  |
| Copa Nicasio Vila 1928 | 6°        | 20  | 8   | 7  | 5   | 39  | 32  |
| Copa Nicasio Vila 1929 | 2°        | 21  | 14  | 4  | 3   | 47  | 24  |
| Copa Nicasio Vila 1930 | 2°        | 22  | 17  | 2  | 3   | 73  | 25  |
| Total                  | 0 títulos | 357 | 196 | 55 | 106 | 725 | 495 |

| 1931-1942 |           | - | - | - | - | - | - |
| Total     | 9 títulos | - | - | - | - | - | - |

| Copa Pinasco 1905 | -         | - | - | - | - | - | - |
| Copa Pinasco 1906 | -         | - | - | - | - | - | - |
| Copa Pinasco 1907 | -         | - | - | - | - | - | - |
| Copa Pinasco 1908 | -         | - | - | - | - | - | - |
| Copa Pinasco 1909 | -         | - | - | - | - | - | - |
| Copa Pinasco 1910 | -         | - | - | - | - | - | - |
| Copa Pinasco 1911 | -         | - | - | - | - | - | - |
| Copa Pinasco 1912 | -         | - | - | - | - | - | - |
| Total             | 0 títulos | - | - | - | - | - | - |

| Copa "Jockey Club" 1915    | Semifinal        | 2  | 1  | 0 | 1  | 1  | 1  |
| Copa de Honor 1915         | Semifinal        | 3  | 2  | 0 | 1  | 4  | 3  |
| Copa de Honor 1916         | Semifinal        | 3  | 2  | 0 | 1  | 3  | 2  |
| Copa "Jockey Club" 1916    | Semifinal        | 3  | 2  | 0 | 1  | 8  | 5  |
| Copa de Honor 1917         | Primera Ronda    | 1  | 0  | 0 | 1  | 2  | 3  |
| Copa "Jockey Club" 1917    | Semifinal        | 3  | 2  | 0 | 1  | 3  | 2  |
| Copa de Honor 1918         | Semifinal        | 3  | 2  | 0 | 1  | 8  | 5  |
| Copa "Jockey Club" 1918    | Cuartos de final | 2  | 1  | 0 | 1  | 3  | 3  |
| Copa "Beccar Varela" 1933  | Campeón          | 9  | 7  | 1 | 1  | 18 | 9  |
| Copa Carlos Ibarguren 1939 | Subcampeón       | 1  | 0  | 0 | 1  | 0  | 5  |
| Copa Argentina 2011/12     | 16º de Final     | 4  | 1  | 2 | 1  | 5  | 4  |
| Copa Argentina 2012/13     | 32º de Final     | 4  | 2  | 1 | 1  | 3  | 3  |
| Copa Argentina 2013/14     | 32º de Final     | 1  | 0  | 0 | 1  | 0  | 2  |
| Copa Argentina 2014/15     | 32º de Final     | 1  | 0  | 0 | 1  | 1  | 3  |
| Copa Argentina 2015/16     | 32º de Final     | 1  | 0  | 0 | 1  | 1  | 2  |
| Copa Argentina 2017-18     | 32º de Final     | 1  | 0  | 0 | 1  | 0  | 4  |
| Copa Argentina 2022        | 32º de Final     | 1  | 0  | 0 | 1  | 1  | 4  |
| Copa Argentina 2025        | En Disputa       | 2  | 1  | 1 | 0  | 2  | 1  |
| Total                      | 1 título         | 45 | 23 | 5 | 17 | 63 | 61 |

| Copa Campeón Provincial 1932 | Campeón          | 1  | 1  | 0 | 0 | 1  | 0  |
| Copa Campeón Provincial 1936 | Campeón          | 1  | 1  | 0 | 0 | 2  | 1  |
| Copa Santa Fe 2016           | Cuartos de final | 3  | 1  | 1 | 1 | 3  | 3  |
| Copa Santa Fe 2017           | 3ª Ronda         | 2  | 0  | 2 | 0 | 4  | 4  |
| Copa Santa Fe 2018           | Octavos de final | 3  | 2  | 0 | 1 | 5  | 2  |
| Copa Santa Fe 2019           | Subcampeón       | 8  | 5  | 2 | 1 | 8  | 4  |
| Copa Federación 2020         | Octavos de final | 2  | 0  | 1 | 1 | 0  | 2  |
| Copa Santa Fe 2022           | Octavos de final | 3  | 2  | 0 | 1 | 5  | 3  |
| Copa Santa Fe 2023           | Octavos de final | 3  | 1  | 1 | 1 | 2  | 2  |
| Copa Santa Fe 2024           | Octavos de final | 3  | 0  | 2 | 1 | 3  | 4  |
| Total                        | 2 títulos        | 29 | 13 | 9 | 7 | 31 | 23 |